# Неофіт Бозвелі
Неофіт Бозвелі (болг. Неофит Бозвели; 1785, Котел — 4 червня 1848, Монастир Хіландар) — болгарський клірик, був одним з лідерів національного освітнього та церковного руху під час Відродження.

## Біографія
Народився 1785 року в Котелі. У 1813 році відвідав Свіштов, де певний час займався педагогічною діяльністю. Через деякий час ненадовго відвідує Сербію, а потім оселяється у Тирново. Проводив патріотичні проповіді в селах та монастирях поблизу міста, які пробуджували національну свідомість болгар. Цим він здобув собі славу одного з лідерів у боротьбі проти грецького духовенства.
В 1841 році за свою агітаційну роботу був засланий на Афон, звідки повернувся в 1844 році. Там він продовжував боротьбу разом зі своїм активним прихильником Іларіоном Макаріопольським. У 1845 році їм було надано право представляти константинопольських болгар перед османським урядом та Патріархатом. У тому ж році вони направили два клопотання Османському уряду, в яких були викладені вимоги болгарської церкви. Це викликало сильний протест Патріархату, і вони знову були заслані на Афон, де Бозвелі провів останні роки в монастирі Хіландар. Церковна боротьба була продовжена Макаріопольським і успішно завершилася створенням Болгарського екзархату 28 лютого 1870 року фірманом Султана Абдул-Азіза.
Помер 4 червня 1848 року на горі Афон. Це стало серйозним ударом для болгарського церковно-національного руху.